# San Vito Chietino
San Vito Chietino ist eine italienische Gemeinde (comune) mit 5185 Einwohnern (Stand 31. Dezember 2023) in der Provinz Chieti in den Abruzzen. Die Gemeinde liegt etwa 24 Kilometer südöstlich von Chieti unmittelbar am Adriatischen Meer. Die Gemeinde ist Teil der Costa dei Trabocchi. Der kleine Fluss Feltrino durchquert die Gemeinde, bevor er in die Adria mündet.

## Weinbau
In der Gemeinde werden Reben der Sorte Montepulciano für den DOC-Wein Montepulciano d’Abruzzo angebaut.

## Verkehr
Hier endet die Strada Statale 84 Frentana, die aus der Provinz L’Aquila kommt. Durch die Gemeinde führt ferner die Strada Statale 16 Adriatica sowie die Autostrada A14 von Bologna nach Tarent. Der Bahnhof von San Vito Chietino ist Ausgangsbahnhof der Ferrovia Sangritana. Die Strecke nach Castel di Sangro ist mittlerweile stillgelegt. Heute wird der Bahnhof von der Adriabahn von Ancona nach Lecce bedient.

## Gemeindepartnerschaften
- San Vito Lo Capo, Freies Gemeindekonsortium Trapani